# Балка Сушкова

Балка Сушкова на карті поч. ХХ століття

Ба́лка Сушко́ва — балка в Центрально-Міському районі Кривого Рогу. Відноситься до басейну річки Саксагань (ліва притока).
В природному стані балка мала довжину 1,6 км (на сьогодні збереглася ділянка завдовжки близько 0,3 км). Розташовувалась між сучасними вулицями Лермонтова й Пушкіна, впадала в р. Саксагань на місці сучасної площі Визволення.
Балка зазнала значного антропогенного впливу. В 1938 році було засипано її пригирлову частину (нині пл. Визволення) й було висаджено 450 дерев. Верхів'я балки порушені відвалом і засипаним кар'єром дореволюційного рудника «Сушкова балка».